# 해리 포터 트레이딩 카드 게임

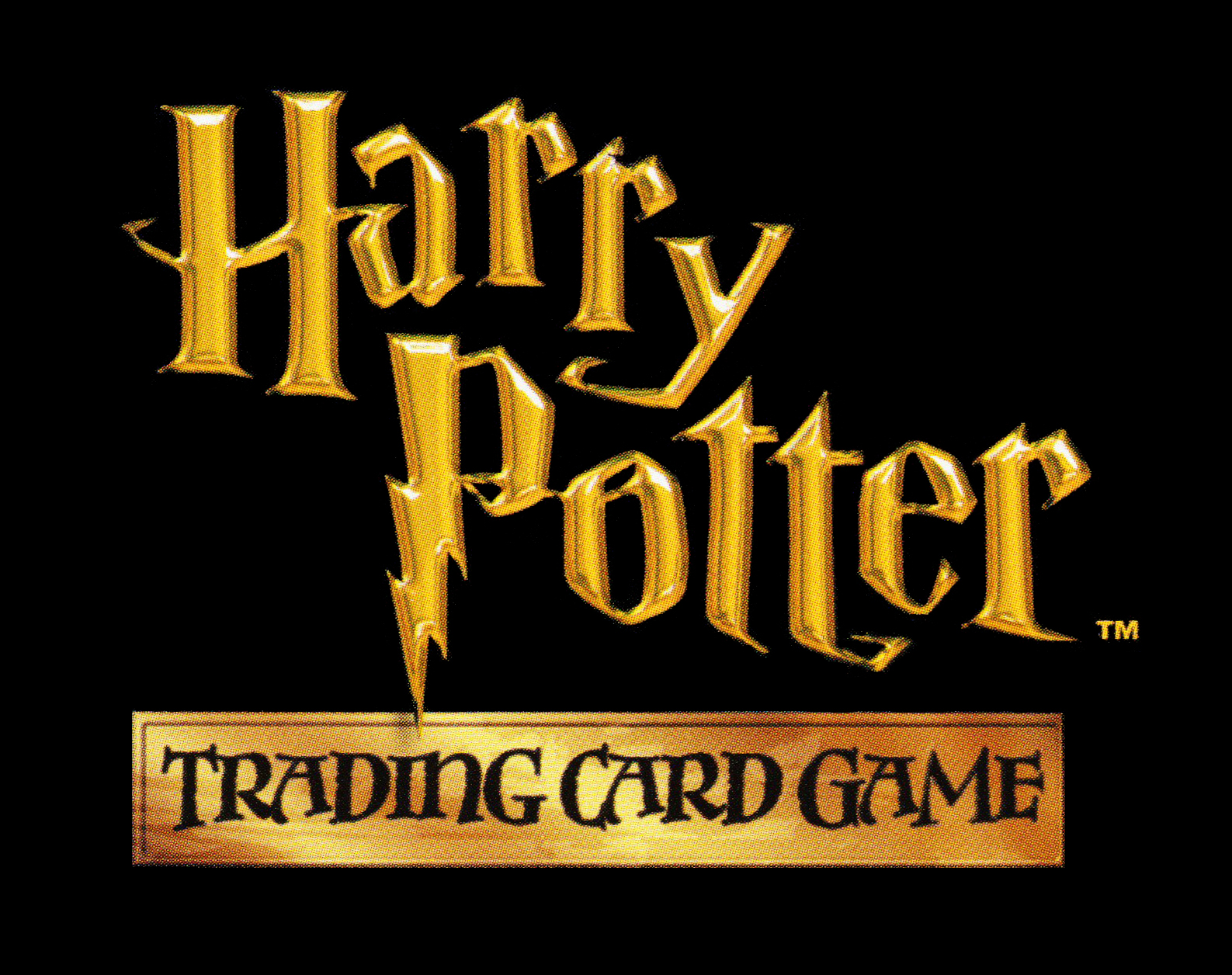

해리 포터 트레이딩 카드 게임(Harry Potter Trading Card Game, HPTCG)은 소설 《해리 포터》를 기반으로 하는 트레이딩 카드 게임이다. 2001년 처음 공개되었다.